# Kanton Oulchy-le-Château
Oulchy-le-Château is een voormalig kanton van het Franse departement Aisne. Het kanton maakte deel uit van het arrondissement Soissons. Het werd opgeheven bij decreet van 21 februari 2014, met uitwerking in maart 2015.

## Gemeenten
Het kanton Oulchy-le-Château omvatte de volgende gemeenten:
- Ambrief
- Arcy-Sainte-Restitue
- Beugneux
- Billy-sur-Ourcq
- Breny
- Buzancy
- Chacrise
- Chaudun
- Cramaille
- Cuiry-Housse
- Droizy
- Grand-Rozoy
- Hartennes-et-Taux
- Launoy
- Maast-et-Violaine
- Montgru-Saint-Hilaire
- Muret-et-Crouttes
- Nampteuil-sous-Muret
- Oulchy-la-Ville
- Oulchy-le-Château (hoofdplaats)
- Parcy-et-Tigny
- Le Plessier-Huleu
- Rozières-sur-Crise
- Saint-Rémy-Blanzy
- Vierzy
- Villemontoire